# Campionat Sud-americà de futbol de 1941

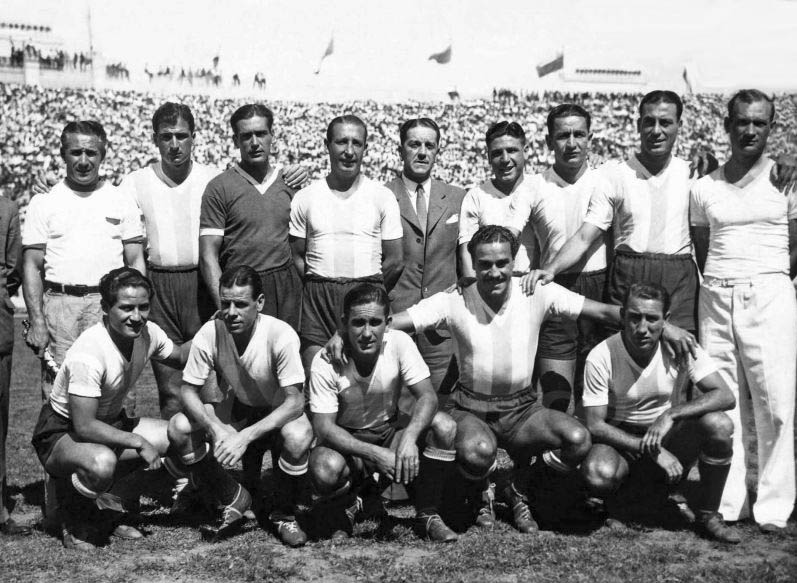
Equip de l'Argentina que guanyà el seu sisè títol sud-americà.

La setzena edició del Campionat sud-americà de futbol es disputà a Santiago, Xile entre el 2 de febrer i el 4 de març de 1941.
Amb l'objectiu de celebrar el quart centenari de la fundació de la ciutat de Santiago per Pedro de Valdivia, Xile demanà ser seu d'aquesta edició del Campionat Sud-americà. Per aquesta raó és considerat un campionat extra (no s'entregà trofeu al vencedor).
El països que hi prengueren part foren Argentina, Xile, Equador, Perú, i Uruguai.
Bolívia, Brasil, Colòmbia i Paraguai abandonaren la competició.

## Estadis
| Santiago                  |
| ------------------------- |
| Estadio Nacional de Chile |
| Capacitat: 70.000         |
|                           |

## Ronda final
Cada país s'enfrontà a cadascun de la resta de participants. Dos (2) punts s'atorgaren per victòria, un (1) punt per empat i zero (0) punts per derrota.
| Equip     | PJ | PG | PE | PP | GF | GC | DG  | Pts |
| --------- | -- | -- | -- | -- | -- | -- | --- | --- |
| Argentina | 4  | 4  | 0  | 0  | 10 | 2  | +8  | 8   |
| Uruguai   | 4  | 3  | 0  | 1  | 10 | 1  | +9  | 6   |
| Xile      | 4  | 2  | 0  | 2  | 6  | 3  | +3  | 4   |
| Perú      | 4  | 1  | 0  | 3  | 5  | 5  | 0   | 2   |
| Equador   | 4  | 0  | 0  | 4  | 1  | 21 | −20 | 0   |

| Xile                                                   | 5–0 | Equador |
| ------------------------------------------------------ | --- | ------- |
| Toro 10' · Sorrel 18', 78' · Pérez 25' · Contreras 43' |     |         |

| Uruguai                                                             | 6–0 | Equador |
| ------------------------------------------------------------------- | --- | ------- |
| Rivero 9', 23', 87' · Gambetta 16' · Porta 39' · Laurido 75' (p.p.) |     |         |

| Xile      | 1–0 | Perú |
| --------- | --- | ---- |
| Pérez 20' |     |      |

| Argentina      | 2–1 | Perú         |
| -------------- | --- | ------------ |
| Moreno 2', 72' |     | Socarraz 53' |

| Argentina                                    | 6–1 | Equador    |
| -------------------------------------------- | --- | ---------- |
| Marvezzi 3', 17', 28', 39', 59' · Moreno 30' |     | Freire 47' |

| Uruguai                    | 2–0 | Xile |
| -------------------------- | --- | ---- |
| Cruche 35' · Chirimini 78' |     |      |

| Perú                                      | 4–0 | Equador |
| ----------------------------------------- | --- | ------- |
| T. Fernández 25', 32', 48' · Vallejas 36' |     |         |

| Argentina  | 1–0 | Uruguai |
| ---------- | --- | ------- |
| Sastre 53' |     |         |

| Uruguai                   | 2–0 | Perú |
| ------------------------- | --- | ---- |
| Riephoff 37' · Varela 70' |     |      |

| Argentina  | 1–0 | Xile |
| ---------- | --- | ---- |
| García 71' |     |      |

## Resultat
| Campionat Sud-americà 1941 |
| -------------------------- |
|                            |
| Argentina Sisè títol       |

## Golejadors
5 gols
- Juan Marvezzi

3 gols
- José Manuel Moreno
- Teodoro Fernández
- Ismael Rivero

2 gols
- Raúl Pérez
- Enrique Sorrel

1 gol
- Enrique García
- Antonio Sastre
- Armando Contreras
- Raúl Toro Julio
- César Augusto Freire
- César Socarraz
- Manuel Vallejas
- Óscar Chirimini
- Ubaldo Cruche
- Schubert Gambetta
- Obdulio Varela
- Roberto Porta
- Juan Pedro Riephoff

Pròpia porta
- Jorge Laurido (per Uruguai)